# 영산사 소장문서 일괄
영산사소장문서일괄(英山祠所藏文書一括)은 대한민국 전라남도 해남군 마산면, 영산사에 있는 문서이다. 1988년 3월 16일 전라남도의 문화재자료 제159호로 지정되었다.

## 개요
영산사는 임진왜란 때 세운 공으로 공신에 오른 이계정(1542∼1596)을 위시한 이숙형, 이황, 이대행, 이호, 이순, 이원해, 이준, 이성춘 등 원주 이씨 문중 9명의 충신을 모시고 제사지내는 사우(祠宇)로, 영조 8년(1732)에 설립되었다.
이곳에 소장되어 있는 문서중에서, 문화재자료로 지정된 문서목록에는 이계정이 충청수사로 임명된 후 선조가 내린 밀부와 밀지(유지)인 「선조밀부유지」와, 이계정이 충청수사로서 군비, 군량, 병 등을 운영하는 것에 대해 선조임금으로부터 지시받은 내용을 적은 임진왜란 중 군사관련 유지 등이 있다. 또한 선조 38년(1605) 이순신에게 내려진 「선무원종공신록권」, 인조 3년(1625) 이광립에게 내려진「진무원종공신록권」, 춘추관기사관을 지낸 이유와 관련된「관안」과, 영산사를 세울 당시 초대 원장인 홍만조를 비롯한 유림 명단을 적은 「영산원적」 등이 있다.
전란 중 왕명을 하달하는 제도, 난중에 왕의 지시에 의한 군사운영 등 구체적인 내용을 알 수 있게 하는 문서로 임진왜란에 대한 연구를 보충할 수 있는 자료로 평가된다.

## 참고 문헌
- 영산사소장문서일괄 - 국가유산청 국가유산포털